# H-inventory
 (septembre 2012).
H-inventory est un logiciel sous licence GNU GPL permettant d'inventorier les machines (qu'elles soient sous windows, Linux ou FreeBSD) d'un parc informatique. Il possède divers modules qui permettent de gérer les incidents (HelpDesk), de faire un audit réseau (scan nmap), de déployer automatiquement des applications Windows et Linux (Hideploy).
Le logiciel semble avoir un développement arrêté depuis 2007 et le site Internet n'existe plus.

## Fonctionnement
Un script est exécuté sur les machines clientes et génère un fichier XML qui est automatiquement téléversé sur le serveur via diverses méthodes (http, ftp, sftp, smb, soap, etc.)

### Le serveur
Le serveur fonctionne avec Apache/MySQL/PHP5/PEAR. 
Il fonctionne aussi bien sous UNIX que sous Windows avec XAMPP.

### Les clients
Afin de collecter le maximum d'information, les scripts sont installés sur les machines à inventorier.
- Un script VBS pour les machines Windows
- Un script SH pour les machines Linux, FreeBSD, OpenBSD
- Sun Solaris

### Interface web
L'interface web écrite en PHP5 permet :
- de consulter les résultats obtenus.
- de créer des utilisateurs
- de vous authentifier sur un serveur externe (ldap, imap ...)
- de gérer les interventions avec une interface de dépannage (ou Helpdesk) pour les techniciens
- de classer vos machines par site, par réseau
- de réaliser un audit réseau
- de paramétrer Hideploy afin de déployer automatiquement vos applications sur les machines clientes.

## Liens
- H-inventory sur SourceForge
- Site officiel

### Internes
- Fing
- OCS Inventory